# M4 (автоматична гвинтівка)
М4 (Carbine, 5.56mm: M4) — сімейство вогнепальної зброї, що походить від ранніх версій M16, заснованих ще на оригінальному AR-15. Це вкорочена і полегшена версія M16A2, що фактично повторює його на 80 %. M4 має напівавтоматичний режим вогню і вогонь відсічками по 3 патрони, в той час як М4А1 відрізняється наявністю повністю автоматичного режиму стрільби і знімної ручки на рейці Пікатіні. Також М4 відрізняється від M16A2 телескопічним прикладом.

## Історія

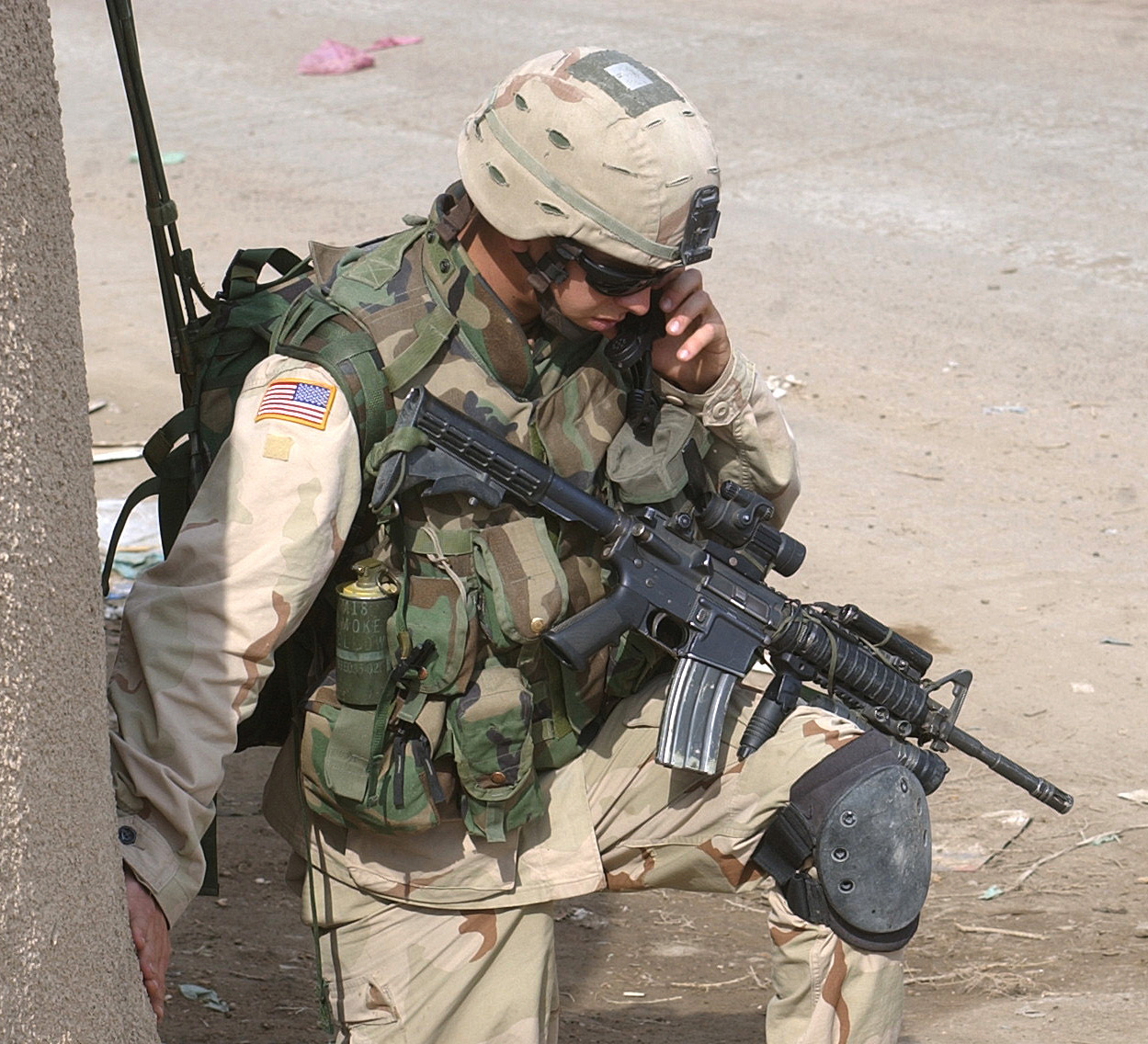
Американський солдат з M4.

Фірма Colt розробляла карабіни (варіанти з вкороченим стволом) на базі гвинтівок сімейства AR-15/M16 з кінця 1960-х років. Частина з цих карабінів, зокрема Colt CAR-15 Commando, XM-177E, поступили на озброєння деяких підрозділів Збройних Сил США, а також поставлялися на експорт (зокрема до Ізраїлю).
Необхідність створення озброєння для екіпажів вертольотів і бойових машин, обслуг техніки, клерків (і взагалі всіх кому за штатом не належало носити повноцінну гвинтівку М16А2) та давня ідея заміни пістолетів М9 і застарілих пістолетів-кулеметів М3А1 на єдиний ефективніший зразок озброєння, спонукала інженерів компанії Colt на розробку зброї яка при компактних розмірах забезпечувала б вражаючу дію штурмової гвинтівки на відповідних дистанціях.

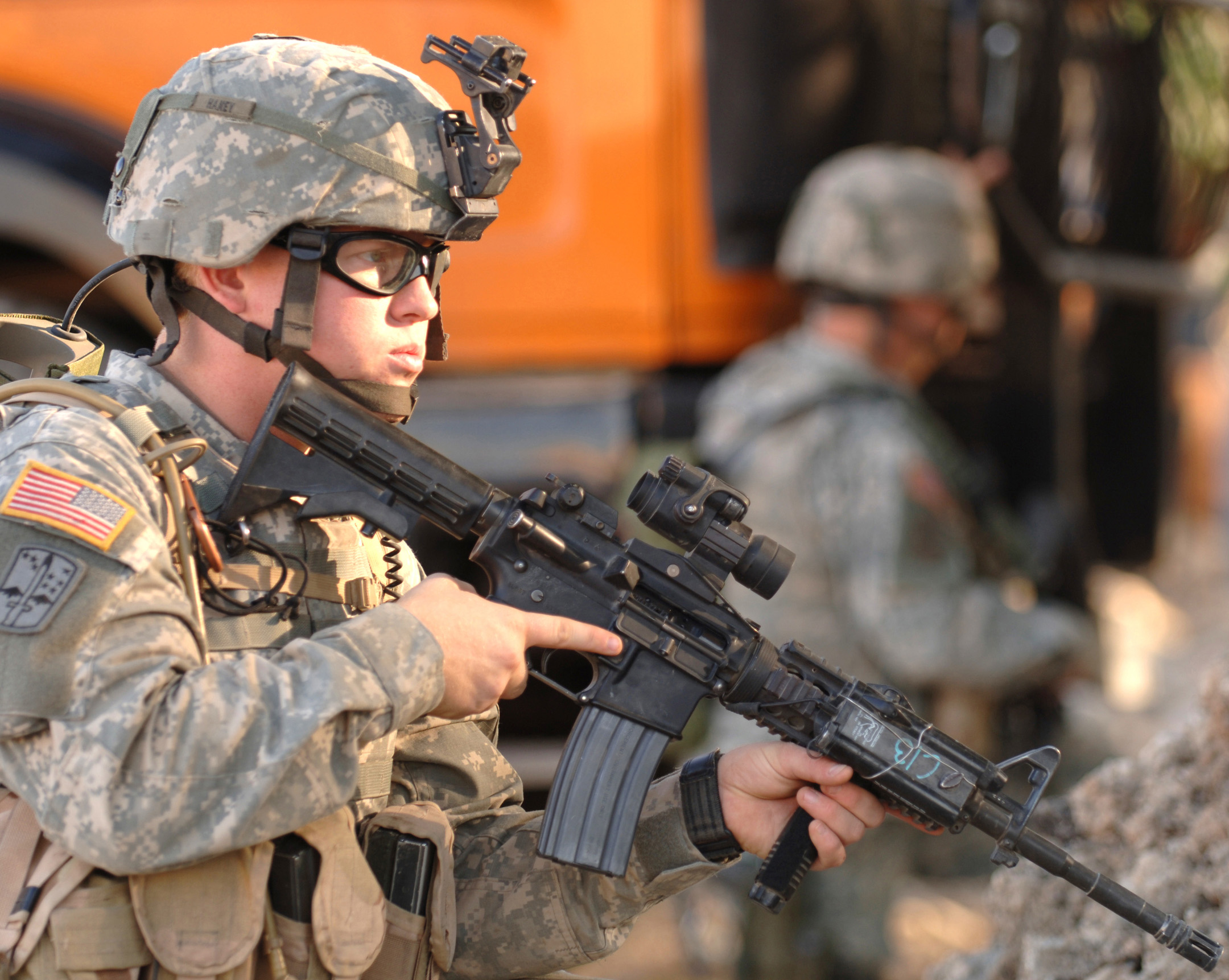
M4 з оптикою.

Проте незабаром Командування Сил Спеціальних Операцій США (англ. US Special Operations Command, US SOCOM) звернуло увагу на M4 як на можливий єдиний зразок автомата для всіх Сил Спеціальних Операцій в США. І у 1994 році на озброєння частин спеціального призначення і морської піхоти США був прийнятий карабін Colt М4.

## Тактико-технічні характеристики
Ефективна дальність стрільби складає: по одиночних цілях — 500 м, по групових цілях — 600 м. Це менше, ніж для M16A2 (на 550 м і 800 м відповідно) і рівносильно АК-74. Темп стрільби практично не змінився: для M16A2 межа 700—900 пострілів в хвилину, для M4/M4A1 — 700—970 пострілів в хвилину. Вимоги до надійності роботи і купчастості такі самі, як і у М16. Для дальності 100 ярдів (91,4 м) поперечник розсіювання для груп по 10 пострілів не перевищує 12,7 см.

## Спорядження

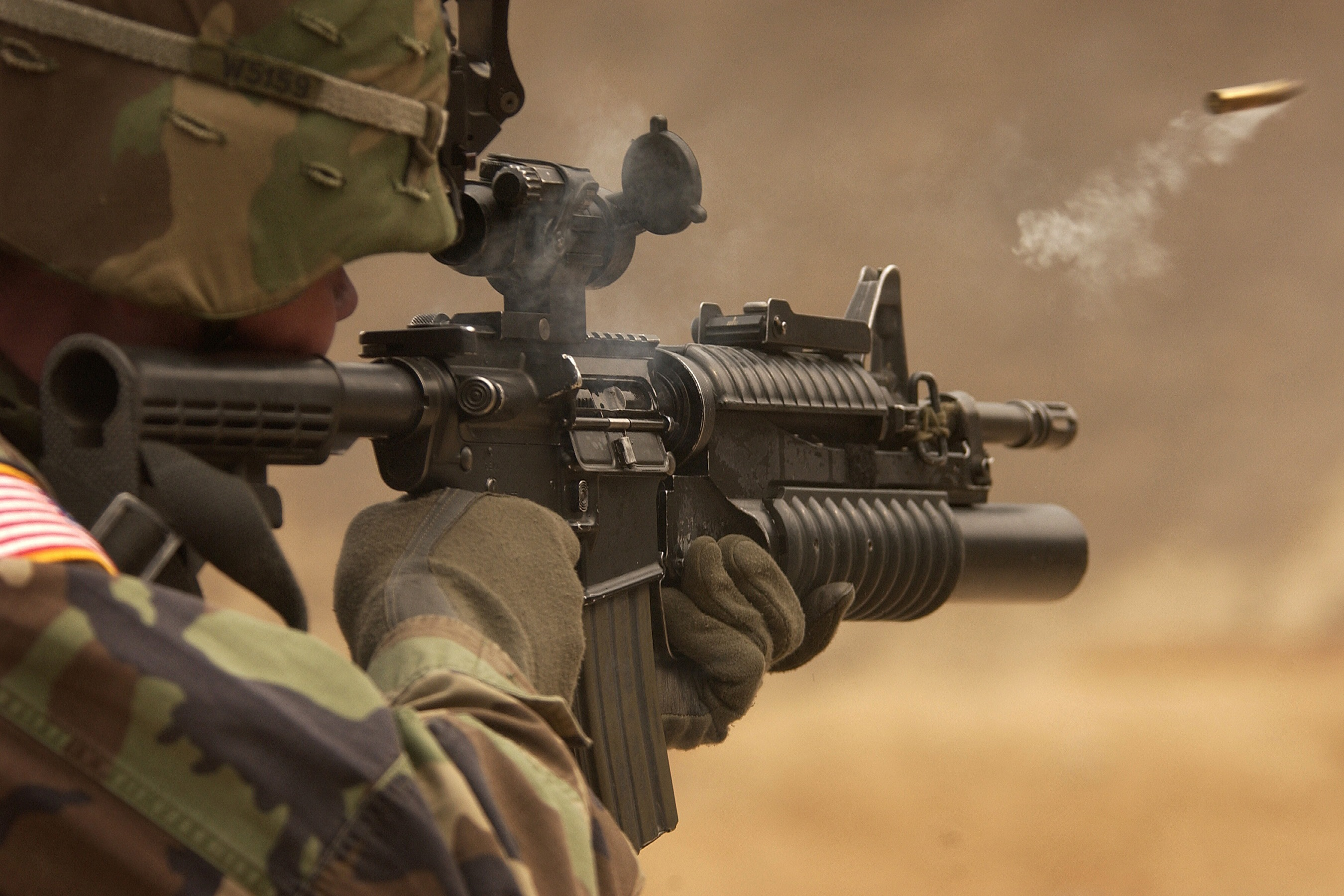
М4 з підствольним гранатометом M203 після пострілу. Видно гільзу в польоті.

На базі карабіна М4А1 Центр наземних операцій ВМС США розробив спеціальний набір компонент, названий SOPMOD M4 kit. Цей набір має як ядро карабін М4А1 з цівкою типу RIS (Rail Interface System — інтерфейсна система напрямних). На напрямну Picatinny на ствольній коробці карабіна, і на напрямну на цівці RIS можуть кріпитися такі елементи комплекту: приціли — оптичний 4Х кратний ACOG, коліматор («червона крапка») ACOG, відкритий знімний діоптричний приціл; лазерні цілеуказники видимого і інфрачервоного діапазону; нічні приціли; ліхтарі; передня рукоятка; модифікований 40-мм гранатомет M203 з укороченим стволом і покращеним прицілом. Крім того, в комплект входить швидкознімний глушник, що надягається прямо на штатний полум'ягасник карабіну. Також M4 оснащується штатним багнет-ножем M9. Новий карабін поступив на озброєння всіх сил спецоперацій США.

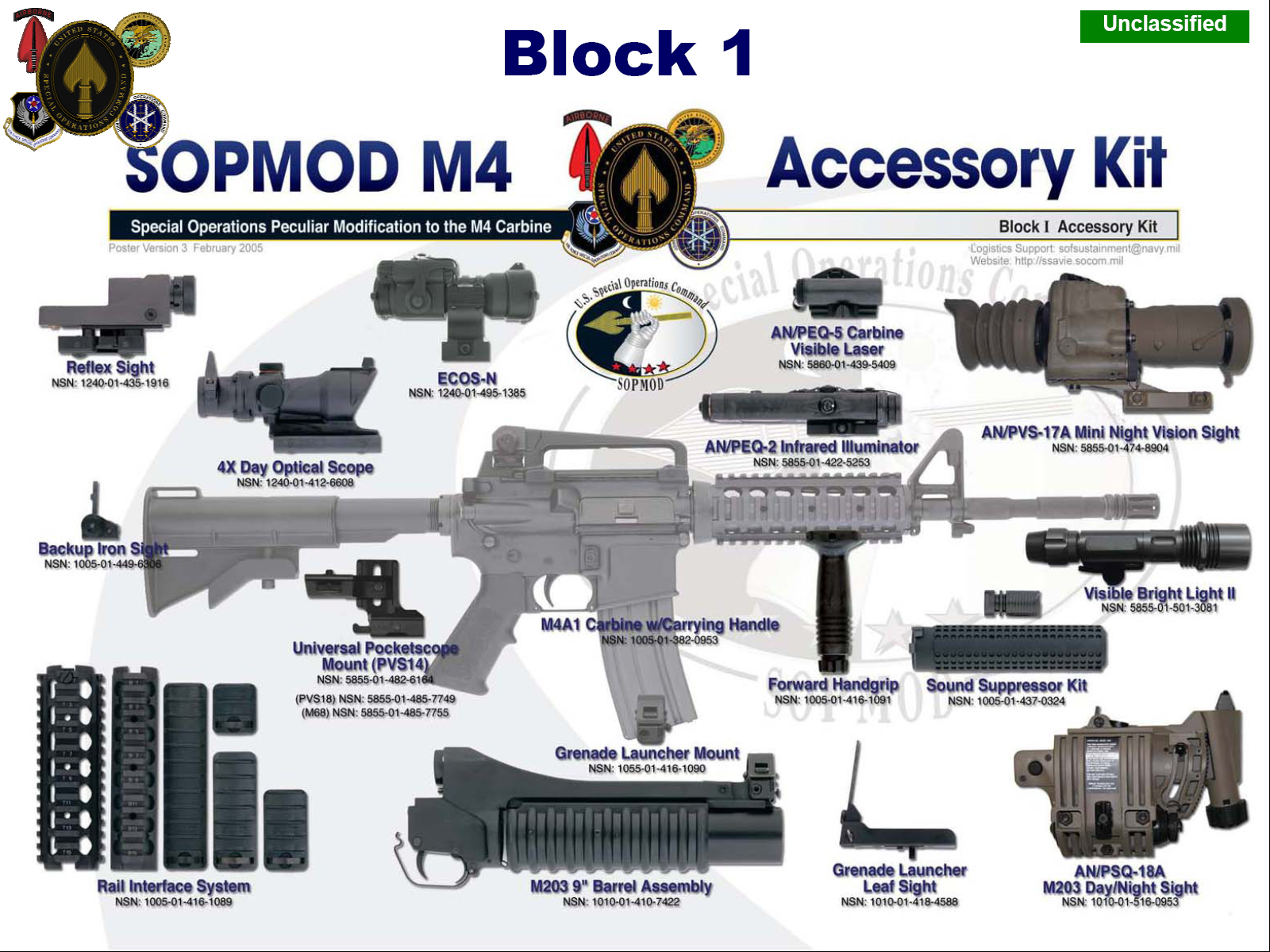
Набір SOPMOD M4 kit.

## Виробники
- США: Colt's Manufacturing Company.
- США: Lewis Machine and Tool Company in Milan, Illinois, USA.
- США: Bushmaster Firearms International.
- США: U.S. Ordnance.
- США: Remington Arms Company.
- США: THOR Global Defense Group.
- США: Daniel Defense Блек Крік, Джорджія.
- Бельгія: ліцензійне виробництво FN Herstal.
- Малайзія: ліцензійне виробництво SME Ordnance
- Туреччина: ліцензійне виробництво Sarsılmaz

### Потенційні
- Україна: Державне підприємство «Укроборонсервіс», що входить до складу ДК «Укроборонпром» спільно з американською компанією «Aeroscraft» вироблятимуть модифікацію M4 – WAC-47 під набій 7,62×39 мм та сумісну з магазинами автоматів АК-47. Такі домовленості є результатом підписаного 3 січня 2017 року Меморандуму про співпрацю між двома компаніям. Про це заявили на прес-конференції заступник генерального директора з авіабудування та виробництва ДК «Укроборонпром» Володимир Коробов, засновник компанії «Aeroscraft» Ігор Пастернак та очільник ДП «Укроборонсервіс» Сергій Микитюк[1][2].

## Оператори
- Афганістан (спеціальні підрозділи)
- Аргентина (спеціальні підрозділи)
- Австралія
- Бразилія (спеціальні підрозділи)
- Колумбія (спеціальні підрозділи)
- Чилі (спеціальні підрозділи)
- Данія
- Франція
- Ірак (спеціальні підрозділи))
- Греція
- Грузія
- Індонезія (спеціальні підрозділи)
- Ізраїль
- Італія
- Єгипет (спеціальні підрозділи)
- Японія
- Йорданія (спеціальні підрозділи)
- Кувейт
- Ліван (спеціальні підрозділи)
- Малайзія (ліцензовано Colt)
- Мексика
- Пакистан
- Перу
- Філіппіни
- Польща
- Республіка Китай
- Сербія
- Сінгапур
- Південна Корея (берегова охорона)
- Таїланд (спеціальні підрозділи)
- Туреччина
- Велика Британія (спеціальні підрозділи)
- Україна (постачаються як військова допомога з 2022 р.)